# ブルース・シノフスキー
ブルース・シノフスキー（Bruce Sinofsky、1956年3月31日 - 2015年2月21日）は、アメリカ合衆国の映画監督。
第84回アカデミー賞にて『パラダイス・ロスト』（Paradise Lost 3: Purgatory）がノミネートされた。
2015年2月21日糖尿病による合併症で亡くなった。